# Потомки Сталина

В списке представлены потомки И. В. Сталина, в том числе его приёмный сын и приёмные дети сыновей.

## Официально признанные
- Джугашвили, Яков Иосифович (1907—1943) — старший сын Сталина.
  - Джугашвили, Елена Яковлевна (1929—1929) — внучка Сталина (дочь Якова от первого брака с Зоей Гуниной, умерла в младенчестве).
  - Джугашвили, Евгений Яковлевич (1936—2016) — внук Сталина (сын Якова и Ольги Голышевой).
    - Джугашвили, Виссарион Евгеньевич (род. 1965) — правнук Сталина; режиссёр, проживает в США.
      - Джугашвили, Иосиф Виссарионович (род. 1994) — праправнук Сталина; дирижёр[1][2].
      - Джугашвили, Василий Виссарионович (род. 2000) — праправнук Сталина[1].

    - Джугашвили, Яков Евгеньевич (род. 1972) — правнук Сталина; художник, живёт в Москве[3].
      - Джугашвили, Ольга-Екатерина Яковлевна (род. 2009[3]) — праправнучка Сталина[4].

  - Джугашвили, Галина Яковлевна (1938—2007) — внучка Сталина (дочь Якова от второго брака с Юлией (Юдифью) Исааковной Мельцер); муж — Хусейн (Хосин) бен Саад.
    - Бенсаад, Селим Хосинович (род. 1971) — правнук Сталина; художник, живёт в Москве[5][6].
- Сталин, Василий Иосифович (1921—1962) — второй сын Сталина.
  - Бурдонский, Александр Васильевич (1941—2017) — внук Сталина (сын Василия от первого брака с Галиной Бурдонской); режиссёр Центрального академического театра Российской Армии. Был женат, но детей не имел.
  - Сталина, Надежда Васильевна (1943—1999) — внучка Сталина (дочь Василия от первого брака с Галиной Бурдонской); родилась и жила в Москве, супруг — актёр Александр Фадеев.
    - Сталина, Анастасия Александровна (род. 1974 или 1977) — правнучка Сталина[7][8].
      - Фадеева, Галина Васильевна (род. 1992) — праправнучка Сталина[9].

  - Сталина, Светлана Васильевна (1947—1990) — внучка Сталина (дочь Василия от второго брака с Екатериной Тимошенко). Имела психическое заболевание. Замужем не была. Детей не имела.
  - Сталин, Василий Васильевич (1949—1972) — внук Сталина (сын Василия от второго брака с Екатериной Тимошенко). Имел проблемы с алкоголем и наркотиками. Покончил жизнь самоубийством, застрелившись. Женат не был. Детей не имел.
  - Джугашвили, Лина Васильевна (род. 1942) — приёмная дочь Василия Сталина (дочь третьей жены Василия Капитолины Васильевой от первого брака, ранее носила фамилию Васильева).
  - Джугашвили, Людмила Васильевна — приёмная дочь Василия Сталина (старшая дочь четвёртой жены Василия Марии Шеваргиной от первого брака, ранее носила фамилию Нусберг).
  - Джугашвили, Татьяна Васильевна (род. 1952) — приёмная дочь Василия Сталина (младшая дочь четвёртой жены Василия Марии Шеваргиной от первого брака, ранее носила фамилию Нусберг).
- Аллилуева, Светлана Иосифовна (Лана Питерс) (1926—2011) — дочь Сталина.
  - Аллилуев, Иосиф Григорьевич (1945—2008) — внук Сталина (сын Светланы от первого брака с советским учёным-юристом Григорием Морозовым); кардиолог.
    - Вознесенский, Илья Иосифович (род. 1970) — правнук Сталина; архитектор[10].
      - Подкопов, Савва Ильич (род. 1999) — праправнук Сталина, сын Ильи Вознесенского с Елизаветой Березовской, с дочерью миллиардера Бориса Березовского.

  - Жданова, Екатерина Юрьевна (род. 5 мая 1950) — внучка Сталина (дочь Светланы от второго брака с чл.-корр. АН СССР Юрием Ждановым); вулканолог, живёт в посёлке Ключи Камчатского края, супруг — Всеволод Козев (ум. 1983)[11][12]
    - Горшенина, Анна Всеволодовна (род. 1981[12]) — правнучка Сталина[11].
      - Горшенина, Виктория Владимировна — праправнучка Сталина[11].

  - Крис Эванс (Ольга Питерс) (род. 21 мая 1971) — внучка Сталина (дочь Светланы от четвёртого брака с Уильямом Уэсли Питерсом); проживает в Портленде, США[13]. Не замужем. Детей нет.

## Необщепризнанные
- Давыдов, Александр Яковлевич (1914—1987)[14][15] — второй внебрачный сын Сталина от Лидии Перепрыгиной (Давыдовой) во время туруханской ссылки (первый умер во младенчестве). Информацию об отцовстве Сталина в 1956 сообщил председатель КГБ СССР генерал Иван Серов[14][16][17][18].
  - Давыдов, Игорь Александрович — внук Сталина.
  - Давыдов, Денис Александрович — внук Сталина[14].
- Кузаков, Константин Степанович (1908—1996) — внебрачный сын Сталина от Марии Кузаковой, у которой он жил во время Сольвычегодской ссылки (существует музеи г. Сольвычегодск Архангельская область, в домах, где отбывал ссылку Сталин). Сам Сталин знал о Константине и признавал его своим сыном[17][19][20][21][22].
  - Кузаков, Владимир Константинович (1935—2020[23]) — внук Сталина, историк.
  - Кузакова, Наталья Константиновна (1941—2001) — внучка Сталина.
  - Кузаков, Алексей Константинович (род. 1947) — внук Сталина, физик.

## Приёмные
- Сергеев, Артём Фёдорович (1921—2008) — приёмный сын Сталина. Усыновлён после смерти отца Ф. А. Сергеева.
  - Сергеев, Фёдор Артёмович (род. 1953)
  - Сергеев, Рубен Артёмович (1956—2021)
  - Сергеева, Долорес Артёмовна (род. 1960)